# 百侯镇
百侯镇，是中华人民共和国广东省梅州市大埔县下辖的一个乡镇级行政单位。

## 行政区划
百侯镇下辖以下地区：
曹鲇村、软桥村、旧寨里村、帽山村、曲滩村、横乾村、东山村、南山村、新乐村、苏姑坪村、武塘村、白罗村、侯南村和侯北村。

## 中国传统村落
2013年8月，侯南村被评为第二批中国传统村落。